# La Leona
La Leona est une localité rurale argentine située dans le département de Lago Argentino, dans la province de Santa Cruz. Lors du recensement national de 2010 par l'Indec, elle a été considérée comme une population rurale dispersée. La région comprend un hôtel qui a été classé Patrimoine historique et culturel de la province de Santa Cruz.

## Toponymie
Son nom est dû au fait que, le 3 mars 1877, Perito Moreno a été attaqué par une « lionne » (puma) alors qu'il campait près de la rivière.

## Histoire
La Leona a été construite en 1894 par une famille d'immigrants danois. En 1905, ils ont séjourné sur le site de Butch Cassidy, Sundance Kid et Ethel Place. Ils étaient arrivés après avoir dévalisé la banc de Londres y Tarapacá à Río Gallegos, fuyant vers le Chili
En 1910, l'hôtel a été agrandi de deux à quatre chambres (en briques d'adobe), et un magasin général et une épicerie ont été construits.
Parmi les autres visiteurs historiques, citons le bandit uruguayen Asensio Brunel, le père Alberto María de Agostini et des alpinistes andins comme Lionel Terrey, Guido Magnone, Francisco Ibáñez (sportif), Louis Depasse, Jacques Poincenot et Casimiro Ferrari.